# Tony Hawk’s (seria)
Tony Hawk’s Pro Skater – seria gier komputerowych dostępnych na różne platformy, m.in. PlayStation, Sega Dreamcast, Nintendo 64, Game Boy Color oraz PC. Pierwsza część gry ukazała się w 1999 roku. W grach ukazani są znani skaterzy, włączając tytułowego Tony’ego Hawka. Producentem gry jest firma Neversoft, a wydawcą jest Activision.
Gry promowane nazwiskiem Tony’ego Hawka są w znacznym stopniu odpowiedzialne za wzrost popularności skateboardingu wśród dzieci i młodzieży.
Po sukcesie pierwszej części Tony Hawk’s Pro Skater, Activision wydało Tony Hawk’s Pro Skater 2 (2000, na PC, PlayStation, Dreamcast, Nintendo 64, Game Boy Color i Game Boy Advance), Tony Hawk’s Pro Skater 3 (2001, na PC, PlayStation, PlayStation 2, GameCube, Xbox, Nintendo 64, Game Boy Advance i Game Boy Color) oraz Tony Hawk’s Pro Skater 4 (2002, na PC, PlayStation 2, GameCube, Game Boy Advance i Xbox).
Piąta gra z serii, Tony Hawk’s Underground (THUG czyli gangster), została wydana w 2003 na PS2, GameCube, Xbox i Game Boy Advance.  Ta część różniła się od poprzednich nie tylko nazwą. Na pierwszy plan poszła fabuła w trybie story mode, w którym gracz rozwija się wraz z postępami w grze, aby z podrzędnego lokalnego skatera stać się sławną gwiazdą sponsorowaną przez największe firmy.  Tony Hawk’s Underground 2 został wydany w październiku 2004 roku i jest bezpośrednią kontynuacją poprzedniej części – opowiada dalszą historię bohatera THUG (występują tu również osoby znane z wcześniejszej części, włączając Erica Sparrowa – „przyjaciela” gracza z THUG).
Siódma gra z serii Tony Hawk’s American Wasteland została wydana pod koniec 2005 roku na PlayStation 2, GameCube, Xbox, Xbox 360 i Game Boy Advance w USA, gdy na początku 2006 roku pojawiła się również na PC, zarówno w USA jak i w Europie.
Ósma odsłona gry została wydana dnia 17 listopada 2006 roku pod nazwą Tony Hawk’s Project 8.
Następna część cyklu została wydana w 2007 roku i nosiła nazwę Tony Hawk’s Proving Ground.
Dziesiąta część serii została wydana 17 listopada 2009 pod nazwą Tony Hawk: Ride  na platformy Wii, Xbox 360 oraz PlayStation 3.
Sterowanie odbywa się nie za pomocą gamepada, ale przy użyciu mechanicznej deskorolki wyposażonej w sensory ruchu.